# Pattonomys semivillosus
Pattonomys semivillosus é uma espécie de roedor da família Echimyidae.
Pode ser encontrada na Colômbia e Venezuela. Era assinalado ao gênero Echimys.